# Grafmonument Daniella Elisabeth van Oosterhoudt

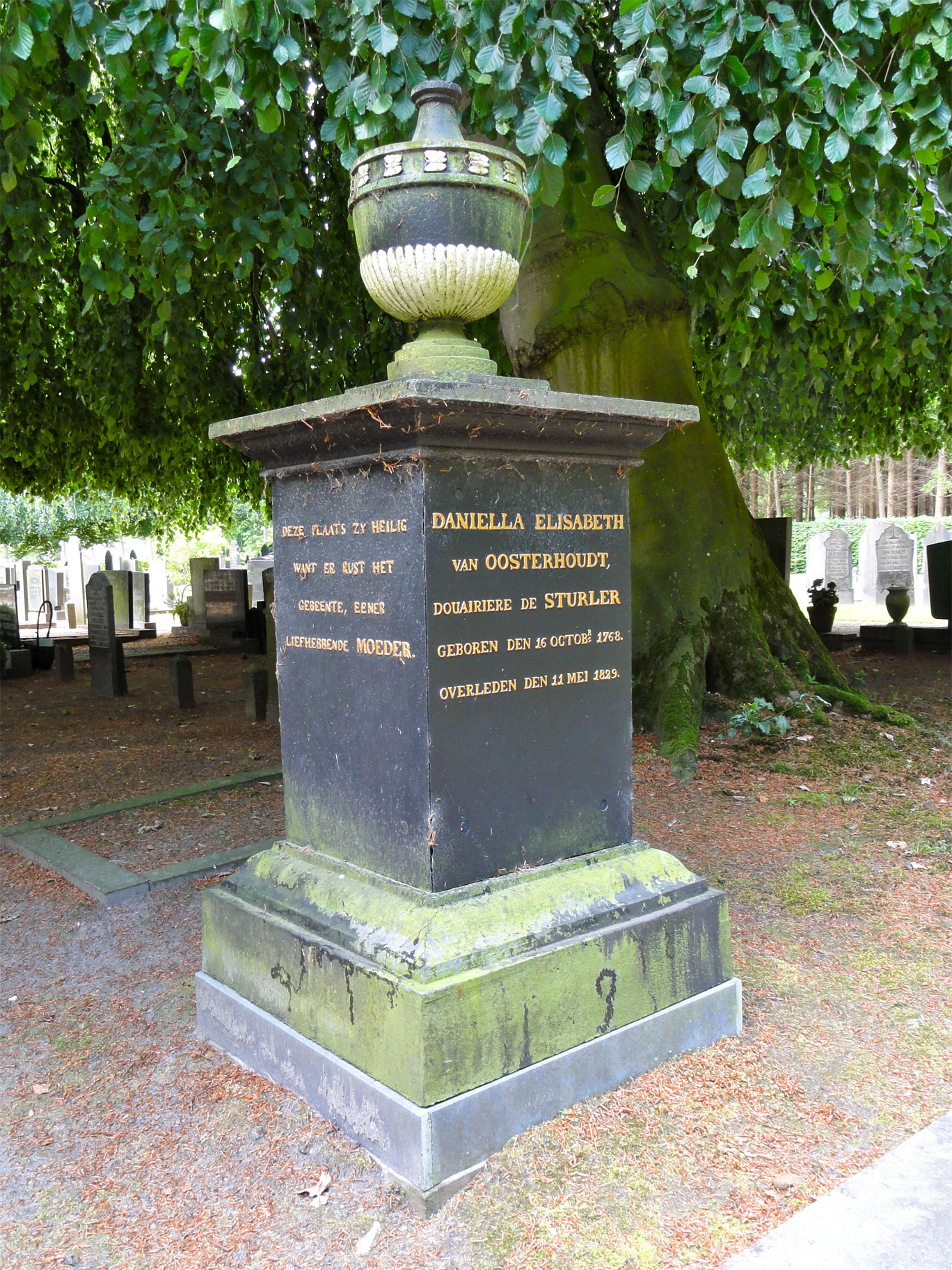
Het grafmonument voor Daniella Elisabeth van Oosterhoudt in Wilhelminaoord

Het grafmonument voor Daniella Elisabeth van Oosterhoudt, douairière De Sturler, schoonmoeder van Johannes van den Bosch, stichter van de Maatschappij van Weldadigheid bevindt zich op de begraafplaats van het Drentse Wilhelminaoord.

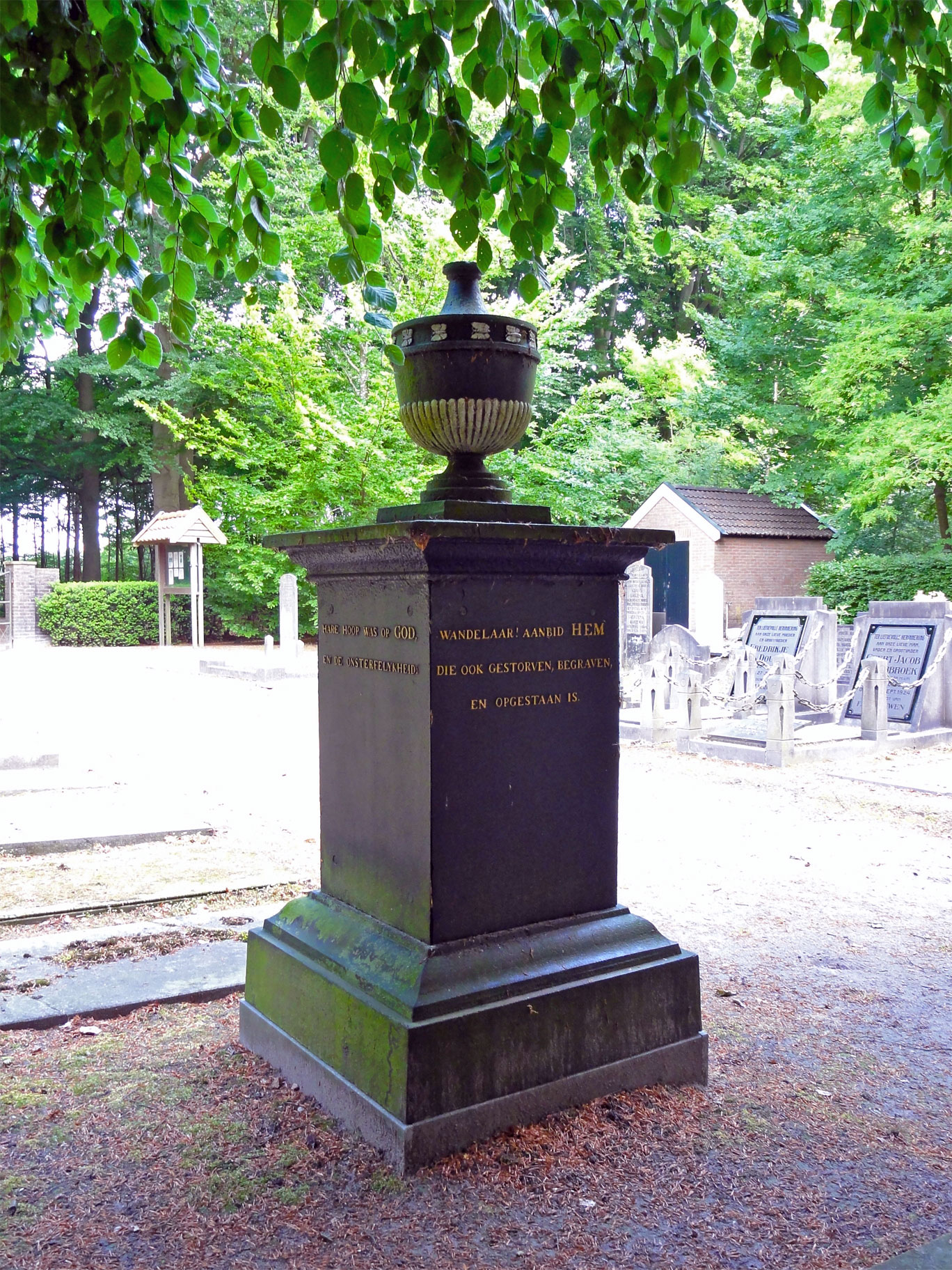
Grafmonument in Wilhelminaoord

In het begin van de 19e eeuw stichtte de Maatschappij van Weldadigheid in het kader van de armoedebestrijding enkele kolonies in het zuidwesten van de Nederlandse provincie Drenthe. In deze kolonies kregen arme gezinnen, die afkomstig waren uit het hele land, een stukje grond en een woning waardoor zij in staat gesteld werden om in hun eigen levensonderhoud te voorzien. De oprichter en drijvende kracht van deze kolonies was Johannes van den Bosch. Daarnaast was hij gouverneur-generaal van Nederlands-Indië van 1830 tot 1834, minister van Koloniën van 1834 tot 1839 en minister van Staat tot zijn overlijden in 1844. Van den Bosch was tweemaal getrouwd. Zijn tweede huwelijk sloot hij op 28 oktober 1823 in de toenmalige gemeente Vledder, waarbinnen de door hem gestichte kolonies Frederiksoord en Wilhelminaoord lagen. Hij trouwde met Rudolphina Wilhelmina Elizabeth de Sturler. Zijn schoonmoeder, Elizabeth Daniella van Oosterhoudt, douairière de Sturler, overleed op 11 mei 1829 in de gemeente Vledder. Zij werd begraven op de begraafplaats van Wilhelminaoord. Samen met zijn vrouw richtte hij voor zijn schoonmoeder een grafmonument op. Op het monument bevinden zich de volgende teksten:
zijde 1: DANIELLA ELISABETH van OOSTERHOUDT, douairière de STURLER, geboren den 16 october 1768, overleden den 11 mei 1829
zijde 2: Deze plaats zij heilig want er rust het gebeente, eener liefhebbende MOEDER
zijde 3: Wandelaar aanbid HEM die ook gestorven, begraven en opgestaan is
zijde 4: Hare hoop was op GOD en de onsterfelijkheid
Het grafmonument is erkend als een rijksmonument. Het is het tweede gietijzeren grafmonument van de ijzergieterij Nering Bögel, toen in Deventer, na het grafmonument voor De Bevere op de Zuiderbegraafplaats in Groningen (1828)